# Pain au bicarbonate de sodium

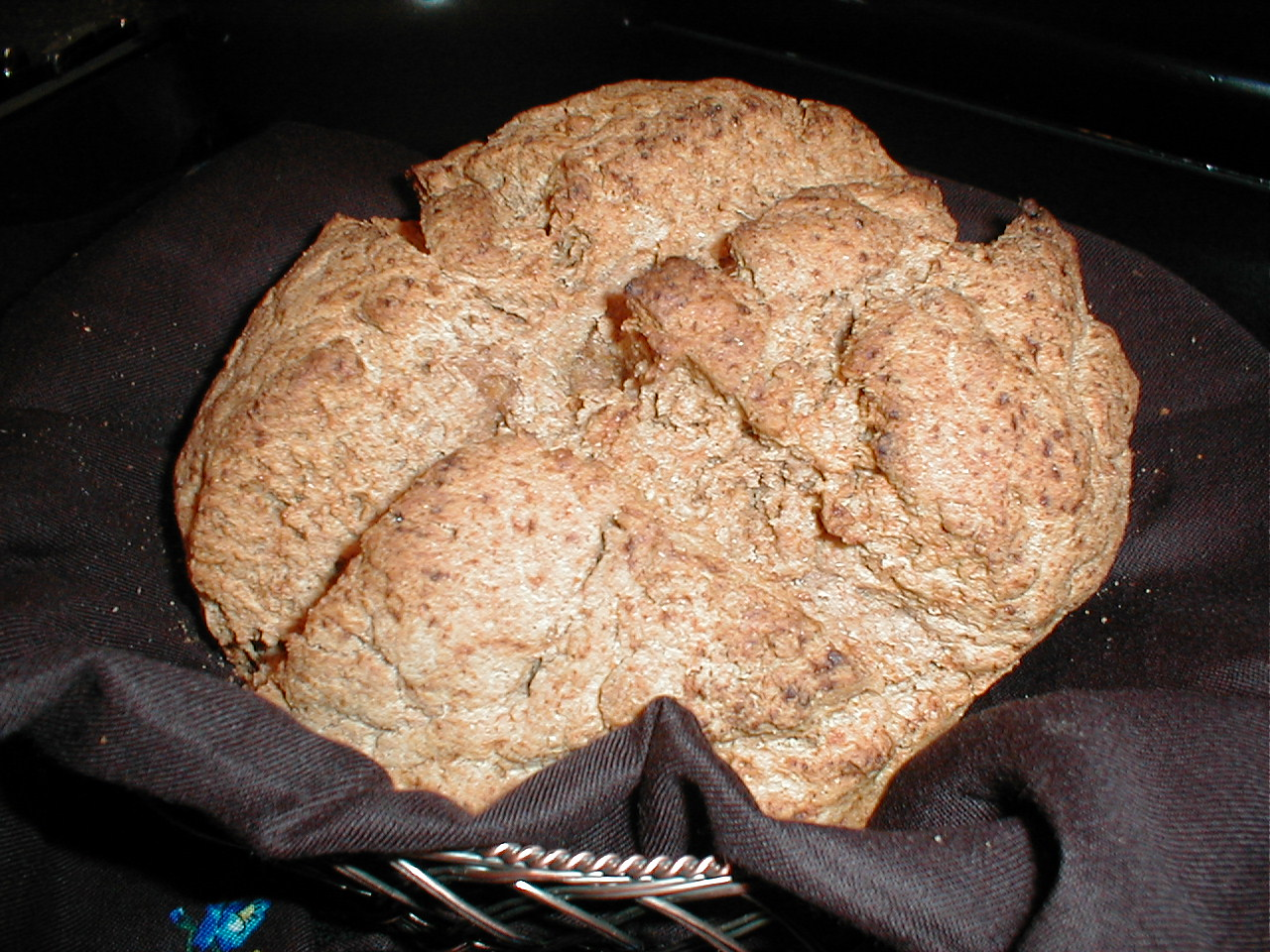
Soda bread au blé complet

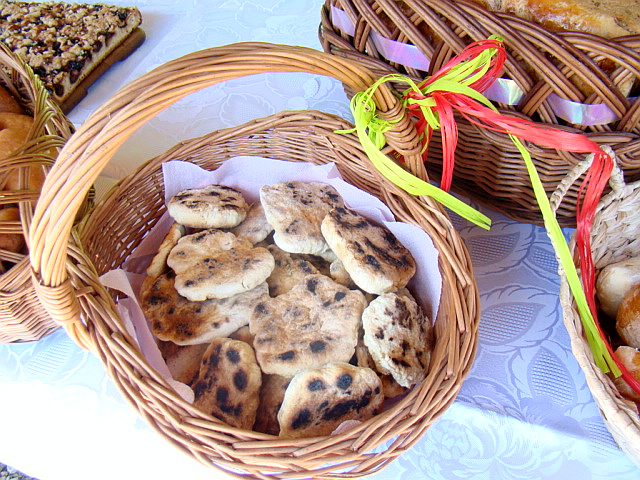
Pains polonais au bicarbonate de sodium appelés proziaki en Voïvodie des Basses-Carpates.

Le pain au bicarbonate de sodium, aussi appelé soda bread dans les pays anglophones, est une variété de pain dans laquelle le bicarbonate de sodium est utilisé comme agent levant à la place de la levure traditionnelle. Les ingrédients de ce pain sont traditionnellement la farine, le bicarbonate de sodium, le sel et le babeurre. Le babeurre dans la pâte contient de l'acide lactique, qui réagit avec le bicarbonate de sodium pour former de minuscules bulles de dioxyde de carbone. D'autres ingrédients peuvent être ajoutés, tels que du beurre, des œufs, des raisins secs ou des noix. Les pains au bicarbonate de sodium présentent l'avantage de pouvoir être préparés rapidement et sans les compétences particulières requises par la fabrication des pains traditionnels.

## Préparation
Le pain au bicarbonate de sodium est préparé avec de la farine, blanche ou complète, ou un mélange des deux selon la recette. D'autres céréales comme les flocons d'avoine peuvent être ajoutées pour créer différentes variétés. Ce pain n'a pas besoin d'être pétri et les boulangers signalent d'ailleurs que le pétrissage peut durcir la pâte.
Le babeurre est utilisé comme élément liquide de la préparation en raison de sa réaction avec le bicarbonate.
Certaines recettes peuvent utiliser de l'huile d'olive ou des œufs, ou des édulcorants comme la mélasse, le sucre, ou le miel, mais ceux-ci ne font pas partie de la recette de base.

## Origine
Au cours des premières années de la colonisation européenne des Amériques, les colons utilisaient de la soude ou de la potasse. En 1824, The Virginia Housewife rédigé par Mary Randolph contenait une recette de Soda Cake.
Après le développement du bicarbonate de sodium aux États-Unis en 1846, les pains, les gâteaux et les scones avec du bicarbonate de sodium ou de l'acide tartrique sont devenus populaires dans les pays européens.

## Variantes

### Australie
Le damper est un pain australien traditionnel préparé dans un style similaire aux pains plats que l'on trouve dans cuisine inuite d'Amérique du Nord. Apparu en 1827 et préparé par des fermiers, le damper était une variété de pain rapide et facile à préparer dans la brousse australienne.

### Écosse
En Écosse, les bannocks sont une variété de soda bread d'orge ou d'avoine de forme ronde ou ovale, cuits sur une plaque chauffante. À partir du début du XIXe siècle, les bannocks ont été fabriquées avec de la levure chimique, ou une combinaison de bicarbonate de sodium et de babeurre. Avant le XIXe siècle, les bannocks étaient cuits sur une plaque de grès placée directement sur le feu.
Le soda farl traditionnel est consommé dans le petit-déjeuner écossais complet aux côtés du scone aux pommes de terre (Scots: tattie scone ).

### Irlande

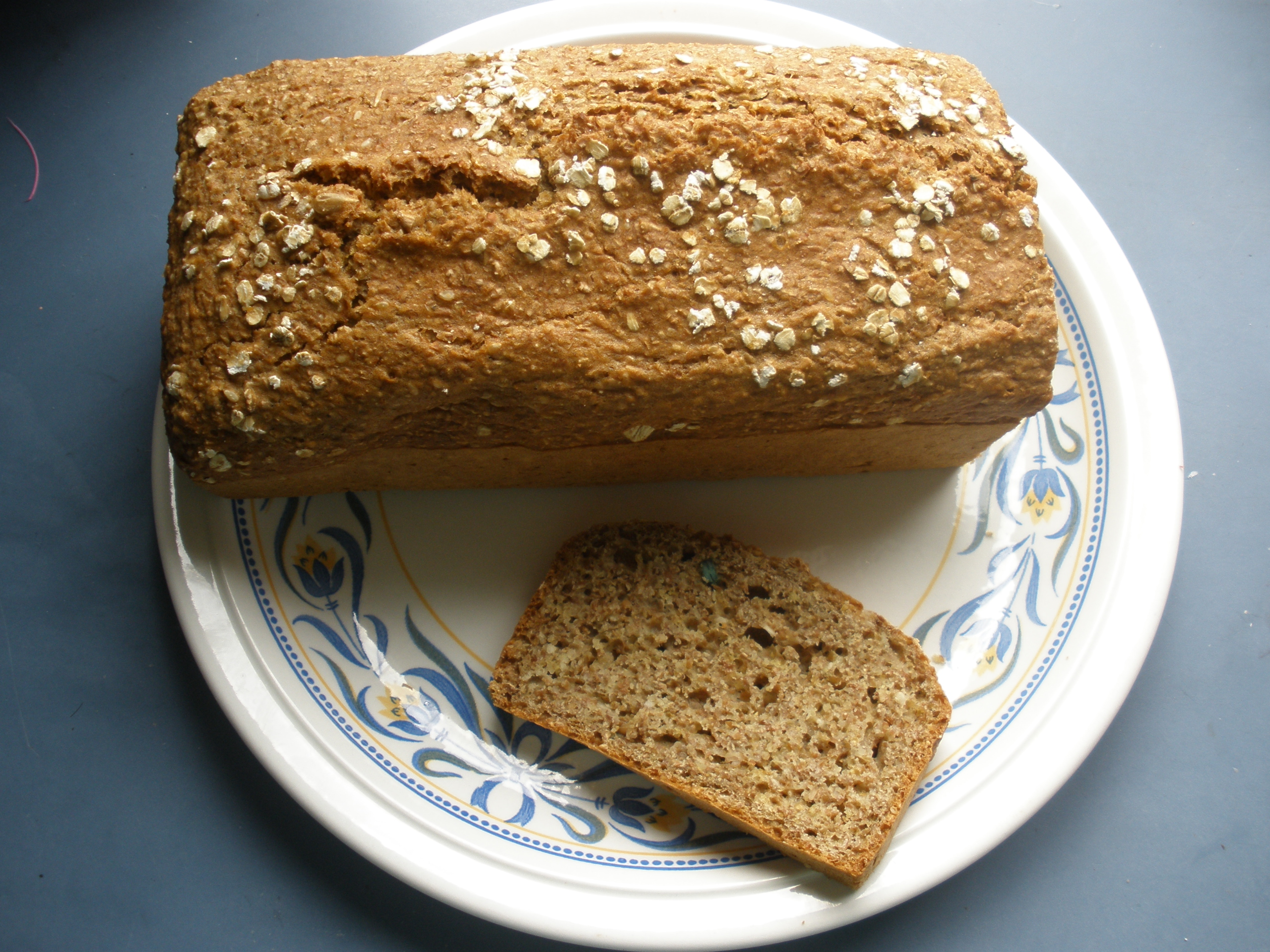
Soda bread irlandais

Le pain irlandais traditionnel était autrefois cuit sur une plaque chauffante à la manière d'un pain plat car les farines n'avaient pas les propriétés nécessaires pour lever efficacement lorsqu'elles étaient combinées avec de la levure. Le bicarbonate de sodium offrait une alternative, mais sa popularité a décliné lorsque des farines importées à haute teneur en gluten sont devenues disponibles. Le soda bread est réapparu sur les menus des hôtels de luxe dans les années 1960. Des variétés modernes peuvent être trouvées dans les cafés et boulangeries irlandais, certaines à base de Guinness, de mélasse, de noix, mais la version sucrée avec du carvi et des raisins secs est rarement vendue. Le soda bread peut être fait avec des raisins secs est familièrement appelé Spotted Dog ou Spotted Dick.
Diverses formes de soda bread existent en Irlande : à base de farine complète, de farine blanche ou des deux. En Ulster, la variété à la farine complète est généralement connue sous le nom de wheaten bread et elle est normalement sucrée, tandis que le soda bread désigne plutôt la forme salée blanche. Dans les provinces du sud de l'Irlande, la variété complète est généralement connue sous le nom de brown bread,.
Les griddle cakes, griddle bread ou soda farls en Ulster prennent une forme plus arrondie, ils sont incisés en forme de croix et cuits sur une plaque chauffante pour leur permettre de s'étaler davantage.

### Serbie

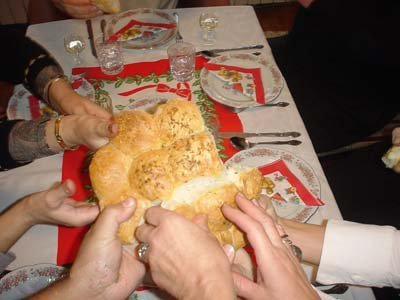
Les membres d'une famille serbe rompent la česnica lors d'un dîner de Noël.

Dans la culture serbe, le pain au bicarbonate de sodium est préparé selon diverses règles et rituels. Une pièce de monnaie est souvent mise dans la pâte pendant la préparation ; d'autres petits objets peuvent également être insérés. Au début du dîner de Noël, la česnica est un pain qui est tourné trois fois dans le sens inverse des aiguilles d'une montre, avant d'être divisé entre les membres de la famille. Avant la cuisson, différents symboles peuvent être dessinés sur le pain : des christogrammes, des étoiles, des cercles...